# Ernests Birznieks-Upītis
Ernest Birznieks, cunoscut sub pseudonimul Ernests Birznieks-Upītis, (n. 6 aprilie 1871 - d. 30 decembrie 1960) a fost un prozator leton sovietic.
În opera sa, a evocat viața societății rurale.

## Opera
- 1914: Povestirile pietrei cenușii ("Pelēkā akmens stāsti")
- 1927: Povestiri din Caucaz ("Kaukāza stāsti")

A mai scris și cărți pentru copii.